# إبنيزير كوب مورلي

الصورة الوحيدة الملتقطة لإبنيزير

إبنيزير كوب مورلي (بالإنجليزية: Ebenezer Cobb Morley)‏, عاش بين (1831-1924) كان رجل رياضة إنجليزي وكان يوصف بـ (أب كرة القدم), وقد عرف عنه أنه شارك في منظمات كرة القدم.
ولد مورلي في مدينة هُل ولكنه انتقل إلى مدينة برانس	ليشكل نادي بارنس، عضو مؤسس في اتحاد كرة القدم، في سنة 1862. وكقائد في النادي الذي بُنيَ في مدينة مورتليك، قد كتب في جريدة حياة بيل مقالاً يقترح فيه عن وجود رجل يحكم الرياضة والذي يقود بنفسه أول لقاء في فندق فريماسونس والذي أسس اتحاد كرة القدم.
قد كان أول أمين لإتحاد كرة القدم بين فترتي (1863-1866), وثاني رئيس لإتحاد كرة القدم بين فترتي (1867-1874), وهو أول من وضع مسودة قواعد كرة القدم في موطنه بارنس. كلاعب، فقد لاعب في أول مباراة لكرة القدم في التاريخ، ضد نادي ريتشموند في سنة 1863, وقد سجل هدفاً في أول مباراة ودية، بين النوادي اللندنية ونادي شيفيلد في 31 مارس 1866.
و بعض المؤرخين، أفادوا بأن مورلي كان المُجدّف الوحيد، لتأسيس نادي بارنس ومورتليك لسباق الزوارق والذي كان أيضاً أميناً للنادي بين فترتي (1862-1880). وقد خدم في المجلس البلدي لبارنس بين فترتي (1903-1919), وقد كان عادلاً وأميناً.